# Avril 1978

## Événements
- En visite au Brésil, Jimmy Carter prend l’initiative de rencontrer six opposants déclarés au régime, ce qui est vécu par les militaires comme un affront et une ingérence dans les affaires intérieures du pays.

- 2 avril :
  - Union européenne : le chancelier allemand Helmut Schmidt rencontre à Rambouillet, le Président français Valéry Giscard d'Estaing.
  - Formule 1 : Grand Prix automobile de la côte Ouest des États-Unis.
- 7 et 8 avril, Union européenne : Conseil européen à Copenhague.
- 18 avril : les États-Unis ratifient leur traité avec Panama sur le Canal de Panama. La zone du canal est attribuée à Panama. Le canal lui-même demeure américain jusqu’en 1999, date à laquelle il devra passer sous souveraineté panaméenne.
- 23 avril (Rallye automobile) : arrivée du Rallye du Portugal.
- 27 avril (Afghanistan) : assassinat du président afghan Mohammed Daoud Khan, Coup d'État communiste. Les nouveaux dirigeants, organisés en un Conseil révolutionnaire dirigé d’abord par Mohammad Taraki puis après son assassinat par Hafizullah Amin (16 septembre 1979), suspendent la Constitution et mettent en place un programme de socialisme scientifique, qui déclenche une résistance armée d’islamiques radicaux, particulièrement dans les zones montagneuses. Les dirigeants divergent sur la politique à suivre et s’entretuent.

## Naissances
- 1er avril : Jean-Pierre Ayobangira, homme politique de la République démocratique du Congo.
- 3 avril :
  - Benjamin Morgaine, animateur de télévision français.
  - Tommy Haas, joueur de tennis allemand.
  - John Smit, rugbyman sud-africain.
- 4 avril : Marcel Nkueni, footballeur congolais.
- 6 avril :  Lauren Ridloff, une actrice américaine.
- 12 avril : Guy Berryman, bassiste anglais du groupe Coldplay.
- 13 avril : Carles Puyol, footballeur espagnol (FC Barcelone)
- 14 avril : Louisy Joseph, chanteuse.
- 16 avril : 
  - Adnan Čustović, footballeur bosnien.
  - Lara Dutta, actrice indienne.
  - Marc Serrano, matador français.
- 19 avril : James Franco, acteur américain.
- 24 avril : Patrice Beaumelle, joueur de football français.
- 26 avril : Stana Katic,actrice canadienne

## Décès
- 17 avril : Jean Terfve, homme politique belge (° 28 janvier 1907).
- 18 avril : Rudolf Bonnet, peintre néerlandais (° 30 mars 1895).